# Peter Beeker
Peter Beeker (Velden, 1973) is een Nederlands zanger, liedjesschrijver en journalist.

## Biografie
Nadat hij de School voor Journalistiek had doorlopen, ging Beeker als verslaggever bij de Limburgse omroep L1 aan de slag. Hoewel hij zich thuis voelde in dit werk, begon hij ook zijn passie voor muziek te onderzoeken. Dat resulteerde in de oprichting van de band Ongenode Gaste. Sinds eind jaren negentig maakte Beeker in wisselende samenstelling muziek onder deze naam.
Met Zònder gêne behaalde hij de finale van de singer-songwritercompetitie van de Grote Prijs van Nederland. In 2002 werd dit lied opgenomen in het Amsterdamse Paradiso. In 2004 ontving hij de ING-Pries veur ut Limburgs Leed.
In 2009 werd het nummer 'Mèt Of Zoonder Diech' opgenomen, een samenwerking tussen Peter Beeker en de Maastrichtse dialectband Rebzjie. Het nummer verscheen op het Rebzjie album 'Lankzaam Kump Later' en werd in februari 2010 uitgebracht als single. De single kwam in maart 2010 nieuw binnen op de eerste plaats in de Limbo top 10 en behaalde tevens een 15e plek in de Limbo top 10 jaarlijst, de Limbo top 50 2010.
In 2010 besloot hij helemaal opnieuw te beginnen. Beeker rekruteerde drummer Jim Geurts en bassist Vincent van Haperen (toen nog allebei actief in Pitch Blond). Later werd de band aangevuld met Jesper Driessen op gitaar en Dick Franssen (Alquin) op het hammondorgel.
In het voorjaar van 2011 werd in twee studiodagen een nieuwe plaat opgenomen. Deze plaat telde negen nummers, waaronder de single "Door Ut Stof Neet Mier"; een countryrocker geïnspireerd door het nummer "Maggies Farm" van Bob Dylan. De filmer Rob Hodselmans (cameraman van Holland Sport, Sportpaleis de Jong, Pakhuis de Jong) maakte de clip.

## Discografie
(Met Ongenode Gaste)

### Albums
- Arizona Stop (2000)
- Veur Dees Nach (2004)
- Zónder Gêne (2005/EP)
- Dit Is Legaal (2007/EP) Peter Beeker solo
- Raas (2008)
- Peter Beeker & Ongenode Gaste (2011)
- Exota (2013)
- GRMBl (Drum & Beeker) (2021)[5]

### Singles
- Dees Stad Is Te Klein (1999)
- Mèt Of Zoonder Diech (2010) samen met Rebzjie
- Door Ut Stof Neet Mier (2011)
- Radiostilte (2012)
- Laef Hard (2013)